# 鈴木有
鈴木 有（すずき ゆう、1956年（昭和31年）9月23日 - ）は、日本の政治家。千葉県野田市長（3期）、元野田市議会議員。

## 来歴
千葉県野田市出身。野田市立中央小学校、野田市立第一中学校卒業。父親は野田市議会の議長を務めた人物。習志野市立習志野高等学校、拓殖大学政経学部卒業。
1994年（平成6年）5月、野田市議会議員選挙に初当選。市議会の議長、副議長を務めた。
2016年（平成28年）3月2日、根本崇野田市長が次期市長選に出馬しない考えを表明。同年3月初旬、野田市長選挙への出馬を決断。同年6月12日に行われた市長選において、前市議の遠藤達也、元市議の高梨守ら3候補を相手に戦い、初当選した。7月4日、市長就任。選挙結果は以下のとおり。
※当日有権者数：125,180人 最終投票率：40.03%（前回比：＋5.28pts）
| 候補者名 | 年齢 | 所属党派 | 新旧別 | 得票数   | 得票率 | 推薦・支持                         |
| -------- | ---- | -------- | ------ | -------- | ------ | ---------------------------------- |
| 鈴木有   | 59   | 無所属   | 新     | 25,680票 | 52.51% | （推薦）自由民主党・公明党・民進党 |
| 遠藤達也 | 34   | 無所属   | 新     | 14,346票 | 29.33% |                                    |
| 高梨守   | 69   | 無所属   | 新     | 7,087票  | 14.49% |                                    |
| 工藤由紀 | 48   | 無所属   | 新     | 1,795票  | 3.67%  |                                    |

2020年（令和2年）6月21日、任期満了に伴う市長選が告示されたが、鈴木以外に立候補の届出が無かったため無投票で再選した。2024年（令和6年）6月16日に無投票で3選した。

## 市政・人物
- 2020年（令和2年）5月8日、新型コロナウイルスにかかる医療従事者に対する緊急的な支援の一部に充てるため、自身と副市長、教育長、水道管理事業者の6月期末手当を30％減額する条例案を市議会臨時会に提出した[12]。同日、同条例案は全会一致で可決された[13]。
- 2023年（令和5年）6月20日、市議会一般質問の答弁で、福田村事件が100周年となることに関し「被害に遭った人たちに謹んで哀悼の誠をささげたい」と弔意を示した。同市が公式の場で事件の被害者に対して哀悼の意を表したのは初めて[14]。
- 2024年（令和6年）3月11日、市議会一般質問の答弁において、茨城県東海村にあり、同時点において、運転を休止している日本原子力発電東海第二発電所について、地球温暖化防止の必要性や再生可能エネルギーによる環境問題などをあげた上で「全ての原発を廃止することは現実的ではない」としつつも、同発電所については「野田市が東海第二発電所から90キロ圏内に位置しており、事故が発生した場合、同市に深刻な影響をもたらす可能性が否定できない」として、同発電所の再稼働に反対する姿勢を示した[15]。